# مدگرایی

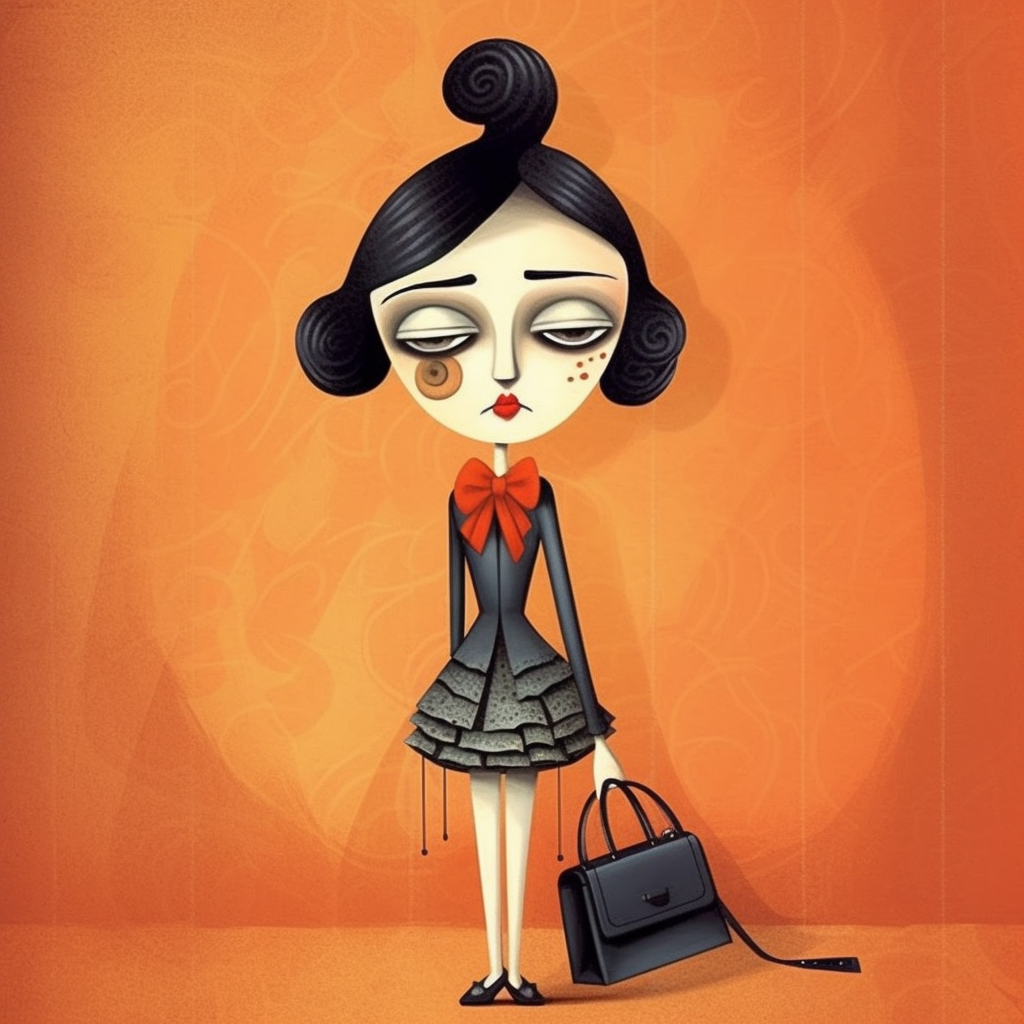
مُدگرایی

مُدگرایی یا مُدپرستی به توجه افراطی به مد و پیروی جدی از آن گفته می‌شود. مدگرایان که گاهی به آنها «قربانی مد» (به انگلیسی: Fashion victim) نیز گفته می‌شود ممکن است دچار مشکلات جسمی و روانی مختلف شوند.